# 贞观式
貞觀式是平安时代初期制定并实施的律令格式，共20卷，于清和天皇貞觀年间，由藤原氏宗等八人编撰，并于貞觀13年 (871年)颁布实施。
《貞觀式》收整各种规章制度，对既有的《弘仁式》进行了扩充和补充，但并没有废除《弘仁式》，而是采用了两者并行的方法。另外，在对《弘仁式》条文进行修改时，采取将该条文标注“前式”，然后加上“今案”来描述修改的内容。
由于不是重新编纂，因此《貞觀式》的编纂周期缩短了，卷数也减少到了《弘仁式》的一半，但必须同时参照《弘仁式》与《貞觀式》，造成使用不便。于是有后来《延喜式》的编写，以取代《弘仁式》与《貞觀式》。《貞觀式》大部分内容今天已经亡佚。